# 太陽と向日葵
「太陽と向日葵」（たいようとひまわり）は、2013年8月7日にソニー・ミュージックアソシエイテッドレコーズから発売されたFlowerの5枚目のシングル。

## 概要
前作「恋人がサンタクロース」から約9ヶ月ぶりのシングルで、2013年第一弾シングル。今作は、同じくE-girlsのメンバー・Happinessが同日に発売する「Sunshine Dream 〜一度きりの夏〜」との対決シングルとなっている。「太陽と向日葵」のヴォーカルは鷲尾伶菜・武藤千春に市來杏香が加わり、表題曲では初の3ヴォーカルとなった。
「初回生産限定盤」、「通常盤」、「期間生産限定盤」の3形態での発売。「初回生産限定盤」はフォトブック付きトールサイズデジパック仕様で、CDには通常盤と期間生産限定盤に未収録の「what i want...」が、DVDには表題曲のミュージックビデオとメイキングがそれぞれ収録される。また、「期間生産限定盤」は同年9月末日までの限定生産で、表題曲のみ収録。

## 収録曲

### 初回生産限定盤
CD
1. 太陽と向日葵
作詞：小竹正人、作曲：Hiroki Sagawa、編曲：POCHI
2. Boyfriend (Moonlight Version)
作詞：松尾潔、作曲：JUNE、編曲：川口大輔
3. what i want...
作詞：S-KEY-A、作曲・編曲：中土智博
4. 太陽と向日葵 (instrumental)

DVD
1. 太陽と向日葵 (MUSIC VIDEO)
2. 太陽と向日葵 (MUSIC VIDEO MAKING)

### 通常盤
1. 太陽と向日葵
2. Boyfriend (Moonlight Version)
3. 太陽と向日葵 (instrumental)

### 期間生産限定盤
1. 太陽と向日葵